# Зелёный Став (Широковский район)
Зелёный Став (укр. Зелений Став) — село,
Новомалиновский сельский совет,
Широковский район,
Днепропетровская область,
Украина.
Код КОАТУУ — 1225886603. Население по переписи 2001 года составляло 141 человек .

## Географическое положение
Село Зелёный Став находится в 3-х км от левого берега реки Вербовая,
на расстоянии в 1,5 км от села Новомалиновка и в 2-х км от сёл Малинивка и Казанковка.
По селу протекает пересыхающий ручей с запрудой.